# Sophi Vejrich
Sophi Vejrich, född 1970 i Stockholm, är en svensk konstnär utbildad på Kungliga Konsthögskolan i Stockholm, åren 1993–1998.  
Hon arbetar främst med skulptur, objekt och installationer, samt foto och video.  
Sophi Vejrich har medverkat i flertal utställningar i Sverige och även i Japan, bland annat på Sveriges ambassad i Tokyo och Kamakura gallery, Kamakura.  
2004 erhöll hon Stockholm Stads Konstnärsstipendium. 